# Richard Steiff

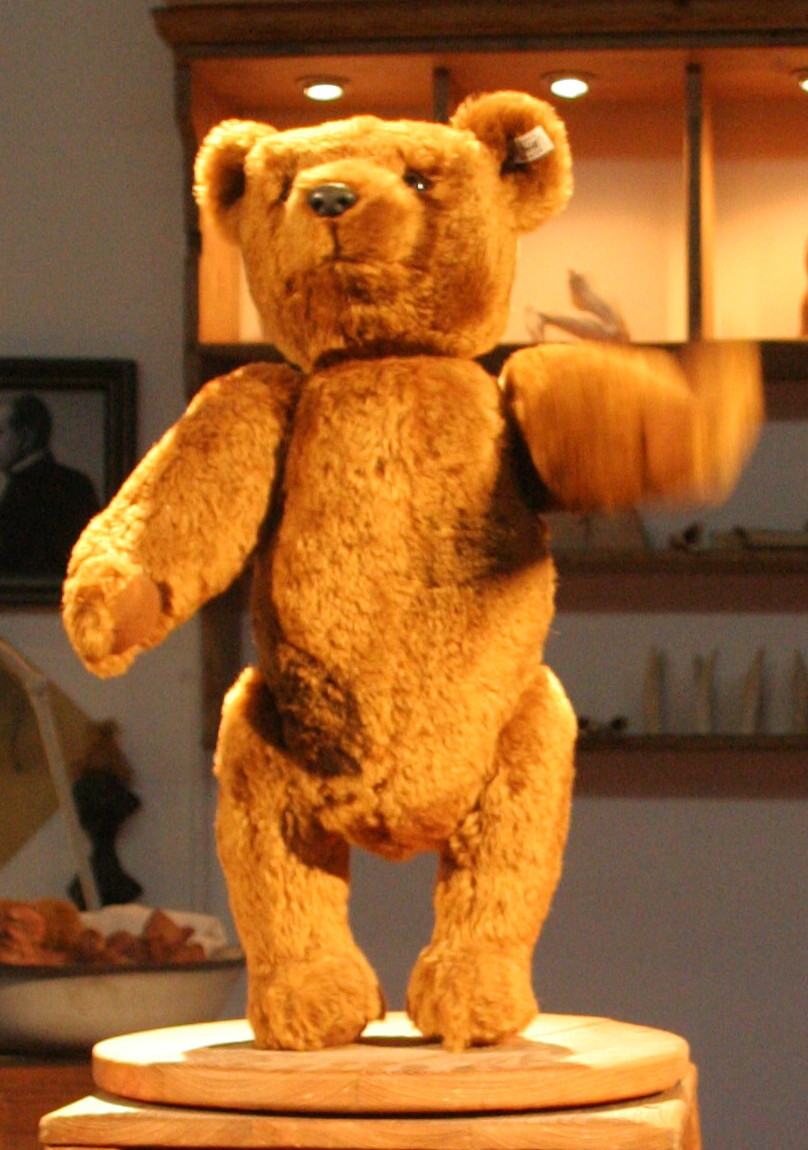
Ursuleț Steiff (Muzeul Steiff din Giengen)

Richard Steiff (7 februarie 1877 - 30 martie 1939) a fost un designer german, cunoscut pentru contribuția sa la crearea ursulețului de pluș.

## Viața timpurie
Născut în Giengen, Steiff s-a alăturat mătușii sale Margarete în afacerea de fabricare a jucăriilor în 1897. În timp ce urma cursurile Kunstgewerbeschule din Stuttgart, a vizitat în mod regulat grădina zoologică Nill din apropiere (închisă în 1906) și și-a petrecut mult timp desenând locuitorii din incinta urșilor. Schițele sale au fost încorporate în prototipul ursulețului de pluș pe care l-a creat în 1902, cu numele de cod Steiff Bär 55 PB (unde 55 = mărimea ursulețului în centimetri, P = în germană Plüsch pluș iar B = în germană beweglich cu membre mobile).

## Cariera la Steiff
Când ursul a fost prezentat la Târgul de jucării de la Leipzig, în 1903, nu a atras atenția, dar a fost salvat de un cumpărător american care a luat întregul lot de 100 de urși și a comandat alți 3.000 chiar înainte de încheierea târgului. Astfel a început perioada de glorie a companiei Steiff, fondată de Margarete Steiff în 1880. La Expoziția Mondială din 1904 din St. Louis, Steiffs a vândut 12.000 de urși și a primit medalia de aur, cea mai înaltă distincție a evenimentului. Tipul de ursuleț de jucărie pe care l-au creat a căpătat numele Teddy, după președintele american Theodore Roosevelt. Ursuleții Steiff, cu o mică agrafă metalică Steiff în ureche, pot ajunge astăzi la o valoare considerabilă.
Richard Steiff a realizat și alte câteva repere tehnologice. A dezvoltat Roloplan, un fel de zmeu care putea face fotografii aeriene ale fabricii Steiff și ale împrejurimilor acesteia din Giengen. Armata Imperială Germană s-a arătat interesată de Roloplan în scopuri de recunoaștere aeriană, dar a abandonat aceste planuri atunci când avionul s-a dovedit a fi nesigur.
În 1903, Steiff a planificat și construit o clădire din beton și oțel în Giengen, numită Jungfrauenaquarium (Acvariul Fecioarelor), care oferea tuturor lucrătorilor din interior multă lumină naturală, o premieră pentru acea vreme. El a dotat clădirea cu o rampă, astfel încât mătușa sa să poată ajunge la nivelurile superioare ale fabricii în scaunul cu rotile.
În 1923, Richard și-a lăsat soția Else în Giengen Benz, Germania, și s-a îmbarcat pe nava SS President Arthur cu destinația New York, unde a sosit la 20 martie 1923. La 1 octombrie 1923, a semnat o declarație de intenție de a deveni cetățean american la Court of Common Pleas of Atlantic County, NJ. În acel moment locuia la 2445 Boardwalk, Atlantic City, NJ[6].
Steiff a murit în 1939, la vârsta de 62 de ani, în Jackson, Michigan, SUA.